# Chaufour-Notre-Dame
Chaufour-Notre-Dame is een gemeente in het Franse departement Sarthe (regio Pays de la Loire) en telt 893 inwoners (2004). De plaats maakt deel uit van het arrondissement Le Mans.

## Geografie
De oppervlakte van Chaufour-Notre-Dame bedraagt 11,2 km², de bevolkingsdichtheid is 79,7 inwoners per km².
De onderstaande kaart toont de ligging van Chaufour-Notre-Dame met de belangrijkste infrastructuur en aangrenzende gemeenten.

## Demografie
Onderstaande figuur toont het verloop van het inwonertal (bron: INSEE-tellingen).